# Wereldbeker schaatsen 2008/2009 - Wereldbeker 1 - 1000 meter mannen
De eerste van 10 wedstrijden voor de wereldbeker schaatsen 1000 meter werd gehouden op 9 november 2008 in Berlijn.

## Uitslag A-divisie
| rang   | schaatser                 | tijd    | punten |
| ------ | ------------------------- | ------- | ------ |
| Goud   | Stefan Groothuis          | 1.09,13 | 100    |
| Zilver | Shani Davis               | 1.09,15 | 80     |
| Brons  | Simon Kuipers             | 1.09,30 | 70     |
| 4      | Jevgeni Lalenkov          | 1.09,38 | 60     |
| 5      | Pekka Koskela             | 1.09,41 | 50     |
| 6      | Denny Morrison            | 1.09,59 | 45     |
| 7      | Keiichiro Nagashima       | 1.09,68 | 40     |
| 8      | Erben Wennemars           | 1.09,73 | 36     |
| 9      | Mark Tuitert              | 1.09,85 | 32     |
| 10     | Dmitri Lobkov             | 1.09,87 | 28     |
| 11     | Håvard Bøkko              | 1.09,91 | 24     |
| 12     | Mo Tae-Bum                | 1.10,01 | 21     |
| 13     | Mika Poutala              | 1.10,13 | 18     |
| 14     | Samuel Schwarz            | 1.10,14 | 16     |
| 15     | Lee Kyou-hyuk             | 1.10,16 | 14     |
| 16     | Nick Pearson              | 1.10,72 | 12     |
| 17     | Jan Bos                   | 1.10,74 | 10     |
| 18     | François Olivier Roberge  | 1.10,78 | 8      |
| 19     | Christoffer Fagerli Rukke | 1.10,84 | 6      |
| 20     | Lee Kang-seok             | 1.11,14 | 5      |
| 21     | Lee Ki-Ho                 | 1.11,28 | 4      |
| 22     | Muncef Ouardi             | 1.11,38 | 3      |
| 23     | Aleksandr Lebedev         | 1.11,55 | 2      |
| 24     | Artur Waś                 | DQ      | 0      |

## Loting
| rit | binnenbaan          | buitenbaan                |
| --- | ------------------- | ------------------------- |
| 1   | Keiichiro Nagashima | Muncef Ouardi             |
| 2   | Aleksandr Lebedev   | Christoffer Fagerli Rukke |
| 3   | Artur Waś           | Pekka Koskela             |
| 4   | Jevgeni Lalenkov    | Samuel Schwarz            |
| 5   | Håvard Bøkko        | Dmitri Lobkov             |
| 6   | Mo Tae-Bum          | Lee Kang-seok             |
| 7   | Lee Ki-Ho           | Nick Pearson              |
| 8   | Mika Poutala        | Erben Wennemars           |
| 9   | Mark Tuitert        | Simon Kuipers             |
| 10  | Denny Morrison      | Shani Davis               |
| 11  | Lee Kyou-hyuk       | Jan Bos                   |
| 12  | Stefan Groothuis    | François Olivier Roberge  |

## Top 10 B-divisie
| rang | schaatser             | tijd    | punten |
| ---- | --------------------- | ------- | ------ |
| 1    | Lee Jong-Woo          | 1.10,25 | 25     |
| 2    | Mikael Flygind-Larsen | 1.10,57 | 19     |
| 3    | Trevor Marsicano      | 1.10,77 | 15     |
| 4    | Yu Fengtong           | 1.11,05 | 11     |
| 5    | Konrad Niedźwiedzki   | 1.11,41 | 8      |
| 6    | Teruhiro Sugimori     | 1.11,45 | 6      |
| 7    | Aleksey Yesin         | 1.11,50 | 4      |
| 8    | Philippe Riopel       | 1.11,90 | 2      |
| 9    | Joel Eriksson         | 1.12,07 | 1      |
| 10   | An Weijiang           | 1.12,16 | 0      |